# Oswald von Carlowitz (General)

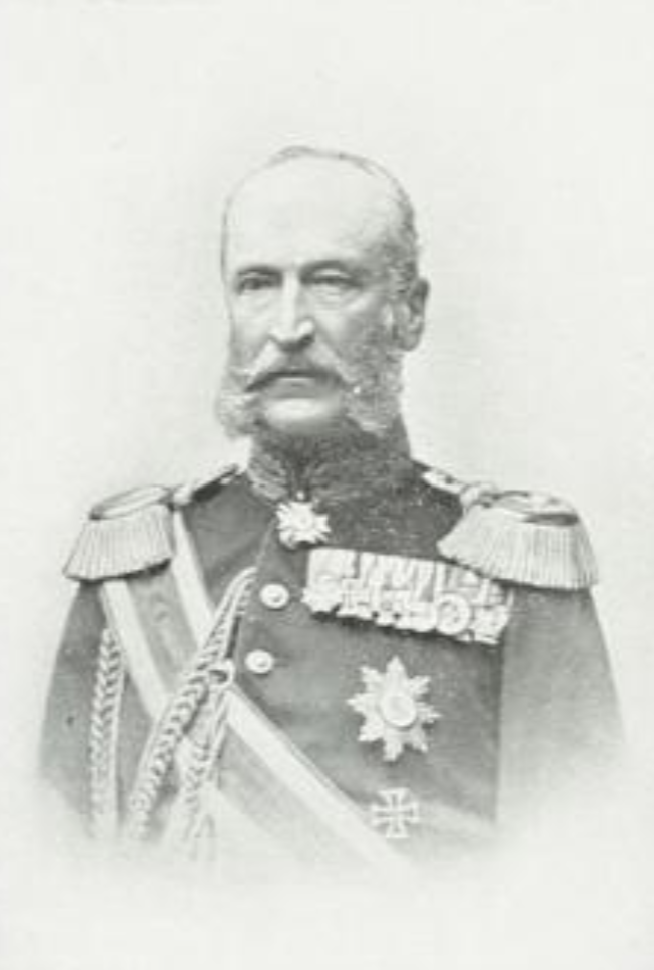
Oswald von Carlowitz

Grabstätte Oswald Rudolph von Carlowitz in Dresden

Oswald Rudolph von Carlowitz (* 20. Januar 1825 in Falkenhain bei Wurzen; † 24. April 1903 in Dresden) war königlich sächsischer General der Kavallerie und Generaladjutant des Königs.

## Leben

### Herkunft
Oswald von Catlowitz entstammte dem Zweig Falkenhain des Adelsgeschlechts von Carlowitz. Er war das jüngste von sechs Kindern des Vorsitzenden der Ritterschaft des Stifts Wurzen Adolf von Carlowitz (1787–1865) und dessen Ehefrau Auguste, geborene von Reitzenstein (1795–1870).

### Militärkarriere
Carlowitz besuchte zunächst das Dresdner Kadettenhaus, trat 1842 als Portepeefähnrich in das Garde-Reiter-Regiment der Sächsischen Armee ein und avancierte im Jahr darauf zum Leutnant. Als solcher nahm er 1848/49 an der Niederschlagung der revolutionären Unruhen in Thüringen und Sachsen-Altenburg teil. Anschließend kämpfte er im ersten schleswigschen Krieg im Gefecht bei Aarhus.
Unter Beförderung zum Oberleutnant erfolgte am 1. Februar 1850 seine Versetzung in das 3. Reiter-Regiment. Dort war Carlowitz zunächst Regimentsadjutant, bis man ihn 1855 zur Dienstleistung zum Generalstab in Dresden kommandierte. Im Februar 1855 kehrte er in das 3. Reiter-Regiment zurück. Im selben Jahr kehrte er in den Generalstab zurück, wo er im Dezember das Patent als Rittmeister erhielt. Im Jahr 1856 machte er eine Reise in den Orient. Anschließend wurde er 1860 als Eskadronführer in das 2. Reiter-Regiment kommandiert und 1861 dorthin versetzt. Im Jahr 1862 kam er als persönlicher Adjutant zum damaligen Kronprinzen Albert. 1866 zum Major befördert, wurde er etatmäßiger Stabsoffizier im 1. Reiter-Regiment. Als solcher nahm Carlowitz während des Krieges gegen Preußen an den Kämpfen bei Münchengrätz und Gitschin teil. In der Schlacht bei Königgrätz wurde er bei Szenitz durch einen Lanzenstich an der rechten Hand verwundet sowie für sein tapferes Verhalten am 4. August 1866 mit dem Ritterkreuz des Militär-St.-Heinrichs-Ordens beliehen.
Nach dem Krieg wurde er zum Oberstleutnant befördert und 1867 zum Chef des Generalstabs ernannt. 1868 zum Oberst befördert, 1869 wurde er Kommandeur des Garde-Reiter-Regiments.
Während des Deutsch-Französischen Krieges kämpfte er mit dem Regiment bei Gravelotte, am 20. August 1870 wurde er dann Chef des Stabes des sächsischen XII. Armee-Korps. Er führte es im Gefecht bei Nouart und den Schlachten bei Beaumont und Sedan. Vor Paris erkrankte er an Typhus. Carlowitz kehrte 1871 zu seinem Regiment zurück und kämpfte bei St. Quentin. Er erhielt beide Klassen des Eisernen Kreuzes.
1872 wurde er Kommandeur der 1. Kavallerie-Brigade Nr. 23 und zum Generalmajor befördert. Im Jahr 1880 wurde er Generalleutnant und Generaladjutant des Königs Albert von Sachsen. 1889 wurde er zum General der Kavallerie befördert und 1890 erhielt er unter Belassung in seiner Stellung als Generaladjutant den nachgesuchten Abschied.

### Familie
Carlowitz heiratete am 8. Oktober 1838 in Ragewitz Anna Freiin von Ferber (* 1838). Das Paar hatte sechs Kinder, von denen drei das Erwachsenenalter erreichten:
- Oswald (1859–1910) ⚭ 1902 Margarethe von Schönberg (1875–1915)
- Marie (* 1864) ⚭ 1887 Georg von Carlowitz (* 1854), sächsischer Oberstleutnant
- Anton (1868–1898), sächsischer Oberleutnant[4]